# Fagereds socken
Fagereds socken i Halland ingick i Faurås härad, ingår sedan 1971 i Falkenbergs kommun och motsvarar från 2016 Fagereds distrikt.
Socknens areal är 71,89 kvadratkilometer, varav 68,77 land. År 2000 fanns här 462 invånare. Kyrkbyn Fagered med sockenkyrkan Fagereds kyrka ligger i socknen. 

## Administrativ historik
Fagereds socken har medeltida ursprung.
Vid kommunreformen 1862 övergick socknens ansvar för de kyrkliga frågorna till Fagereds församling och för de borgerliga frågorna till Fagereds landskommun.  Landskommunen inkorporerades 1952 i Ullareds landskommun som 1971 uppgick i Falkenbergs kommun.
1 januari 2016 inrättades distriktet Fagered, med samma omfattning som församlingen hade 1999/2000.  
Socknen har tillhört fögderier och domsagor enligt Faurås härad. De indelta båtsmännen tillhörde Norra Hallands första båtsmanskompani.

## Geografi
Fagereds socken ligger kring Högvadsån. Socknen är höglänt med sjöar och skogklädda åsar.
I socknen finns bland annat en skola och ett mindre sågverk.

## Fornlämningar och historia
Från stenåldern finns boplatser och från järnåldern finns ett fåtal gravar. Under 1200- och 1300-talet förekom tillverkning av dopfuntar vid Funtaliden, som ligger i församlingen. 
Ännu vid tiden för Hallands landsbeskrivning (1729) förekom svedjebruk i Fagered. Det nämns åter 1791-1792
I Lia fanns en järnvägsstation vid Falkenbergs Järnväg. På Fagereds sanatorium i närheten vårdades från 1910-talet tuberkulossjuka, dessa ersattes från 1950-talet av långtids- och lättare mentalsjuka. Det kallades då Liahemmet. Det togs ur drift på 1990-talet.

## Namnet
Namnet (1330-talet Fagaryth) kommer från (förra) kyrkbyn. Förleden är fager, 'passande, tjänlig' det vill säga givit god avkastning. Efterleden  är ryd, 'röjning'.
Socknens namn fastställdes av Kungl. Maj:t den 22 oktober 1927 som Fagered, då tidigare även stavningen Fagerred förekommit.

## Befolkningsutveckling
| Befolkningsutvecklingen i Fagereds socken 1750–1990                                                     | Befolkningsutvecklingen i Fagereds socken 1750–1990 | Befolkningsutvecklingen i Fagereds socken 1750–1990 | Befolkningsutvecklingen i Fagereds socken 1750–1990 | Befolkningsutvecklingen i Fagereds socken 1750–1990 |
| --- | --------------------------------------------------- | --------------------------------------------------- | --------------------------------------------------- | --------------------------------------------------- |
| |                                                     |                                                     |                                                     |                                                     |
| År |                                                     |                                                     | Folkmängd                                           |                                                     |
| 1750 | 1750                                                |                                                     | 491                                                 |                                                     |
| 1760 | 1760                                                |                                                     | 497                                                 |                                                     |
| 1769 | 1769                                                |                                                     | 491                                                 |                                                     |
| 1780 | 1780                                                |                                                     | 589                                                 |                                                     |
| 1800 | 1800                                                |                                                     | 615                                                 |                                                     |
| 1810 | 1810                                                |                                                     | 626                                                 |                                                     |
| 1820 | 1820                                                |                                                     | 624                                                 |                                                     |
| 1830 | 1830                                                |                                                     | 679                                                 |                                                     |
| 1840 | 1840                                                |                                                     | 672                                                 |                                                     |
| 1850 | 1850                                                |                                                     | 777                                                 |                                                     |
| 1860 | 1860                                                |                                                     | 742                                                 |                                                     |
| 1870 | 1870                                                |                                                     | 809                                                 |                                                     |
| 1880 | 1880                                                |                                                     | 870                                                 |                                                     |
| 1890 | 1890                                                |                                                     | 867                                                 |                                                     |
| 1900 | 1900                                                |                                                     | 856                                                 |                                                     |
| 1910 | 1910                                                |                                                     | 777                                                 |                                                     |
| 1920 | 1920                                                |                                                     | 791                                                 |                                                     |
| 1930 | 1930                                                |                                                     | 776                                                 |                                                     |
| 1940 | 1940                                                |                                                     | 718                                                 |                                                     |
| 1950 | 1950                                                |                                                     | 706                                                 |                                                     |
| 1960 | 1960                                                |                                                     | 670                                                 |                                                     |
| 1970 | 1970                                                |                                                     | 593                                                 |                                                     |
| 1980 | 1980                                                |                                                     | 543                                                 |                                                     |
| 1990 | 1990                                                |                                                     | 516                                                 |                                                     |
| Anm: Källor: Umeå universitet - Tabellverket 1749-1859, Demografiska databasen, CEDAR, Umeå universitet |                                                     |                                                     |                                                     |                                                     |